# مارک ماندن
مارک ماندن (انگلیسی: Marc Munden) کارگردان فیلم و کارگردان تلویزیونی اهل بریتانیا است.
از فیلم‌ها یا مجموعه‌های تلویزیونی که وی در آن‌ها نقش داشته‌است، می‌توان به باغ اسرارآمیز، معشوقه شیطان، علامت قابیل و آرمان‌شهر اشاره نمود.